# Requisits de programari
Els requisits de programari és una àrea dins de l'enginyeria de programari que tracta d'establir les necessitats dels stakeholders (o interessats) que han de ser solucionades mitjançant programari. El glossari estàndard de l'enginyeria de programari de la IEEE defineix els requisits de programari com a:
1. Una condició o capacitat requerida per un usuari per a solucionar un problema o assolir un objectiu.
2. Una condició o capacitat que ha de ser complerta per un sistema o un component d'un sistema per a satisfer un contracte, estàndard, especificació o qualsevol altre document formal.
3. Una representació documentada sobre una condició o capacitat com 1 o 2.

Les activitats relacionades amb treballar amb els requisits de programari poden ser dividits en: Obtenció d'informació, Anàlisi, Especificació, i Gestió.

## Obtenció d'Informació
L'obtenció d'informació és la recol·lecta i el descobriment dels requisits dels Stakeholders i d'altres fonts. Una gran varietat de tècniques poden ser utilitzades, com ara sessions de JAD (Joint Application Design), entrevistes, anàlisi de documents,  grups focals, etc. L'obtenció d'informació és el primer pas per al desenvolupament dels requisits.

## Anàlisi
L'anàlisi és el desglossament lògic que esdevé de l'obtenció d'informació. L'anàlisi implica aconseguir una comprensió més precisa de cada requisit i representar conjunts de requisits complementàriament i de múltiples maneres.

## Especificació
L'especificació implica representar i emmagatzemar els coneixements dels requisits recollits de manera persistent i ben organitzada que faciliti una comunicació efectiva i canviar la gestió. Els casos d'ús, històries d'usuari, requisits funcionals i models d'anàlisi visuals són les opcions més populars per a l'especificació de requisits.

## Validació
La validació suposa utilitzar tècniques per a confirmar que s'ha especificat el conjunt de requisits correcte per a construir una solució que satisfà els objectius del projecte.

## Gestió
Els requisits canvien durant els projectes i normalment n'hi ha diversos. La gestió d'aquests canvis és primordial per a assegurar que s'està desenvolupant el programari correcte per als Stakeholders.